# Michael Beasley
Michael Paul Beasley Jr. (Frederick, Maryland, 9. siječnja 1989.) američki je profesionalni košarkaš. Igra na poziciji krilnog centra, a trenutačno je član NBA momčadi Miami Heata. Izabran je u 1. krugu (2. ukupno) NBA drafta 2008. od strane Miami Heata.

## Rani život
Beasley je rođen u Fredericku, u saveznoj državi Maryland. U četiri godine promijenio je čak četiri škole. Na posljednjoj godini imao je prosjek od 28 poena i 16 skokova. Bio je član McDonald's All-American momčadi i američke U-18 reprezentacije na FIBA Americas U-18 prvenstvu u San Antoniju 2006. godine. U prosjeku je postizao 13.7 poena i 8.3 skokova po utakmici. 

## Sveučilište
Beasleya je Rivals.com uoči sezone označio kao najboljeg freshmana godine. Na sveučilištu Kansas State proveo je samo jednu godinu. U sezoni 2007./08. pokazao se kao dominantan krilni centar NCAA lige. Bio je treći strijelac (26.2) i prvi skakač (12.4) lige. Beasley je fantastičnu sezonu završio s prosjekom od 26.5 poena, 12.4 skokova, šutirao je 53.5 posto iz igre. 
Bio je najzaslužnijih što je Kansas igrao Final Four NCAA prvenstva, a dobio je i priznanje u All-American prvu petorku. U visokoj domaćoj pobjedi Kansas Statea nad Sacramento Stateom 94:63, Beasley je za 31 minutu u igri upisao 32 poena i čak 24 skoka te po broju skokova oborio rekord konferencije Big 12. Najviše je dosad skokova ubilježio Kevin Durant, koji je na Texasu u sezoni 2006./07. jednom uspio uhvatiti 23 lopte.

## NBA
Beasley je izabran kao drugi izbor NBA drafta 2008. od strane Miami Heata. Unatoč ozljedi prsne kosti u debiju protiv Chicago Bullsa postigao je 28 poena (9/21) za 23 minute. Nakon završetka Ljetne lige bio je drugi skakač i treći strijelac natjecanja. 
3. rujna 2008., Beasley je zajedno s Mariom Chalmersom i Darrellom Arthurom bio uključen u incident u Rookie Transition Programu. Naime, oni su pronađeni u svojim hotelskim sobama s marihuanom. Morali su platiti svatko kaznu u iznosu od 20,000 američkih dolara. 18. rujna 2008., NBA je objavila je da će Beasley morati isplatiti kaznu od 50,000 američkih dolara zbog sudjelovanja u incidentu i zbog odbijanja davanja pomoći i suradnje u provođenju istrage toga problema. Beasley je u prvoj predsezonskoj NBA utakmici protiv Detroit Pistonsa postigao 16 koševa i 6 skokova. U sljedećim utakmica postizao je 21 koš i 7 skokova, 14 koševa i 6 skokova i 19 koševa i 9 skokova. U otvaranju sezone 2008./09., Beasley je postigao 9 koševa u porazu od New York Knicksa. Utakmicu karijere odigrao je protiv istoimenog kluba, kada je u pobjedi 122:105 postigao 28 koševa i 16 skokova. Izabran je u NBA All-Rookie prvu petorku, a sudjelovao je u Rookie Challengeu na All-Star vikendu 2009. godine. S 29 poena predvodio je momčad novaka u porazu 122:116 od igrača s jednogodišnjim iskustvom igranja u NBA ligi. U prosjeku je prvoj sezoni postizao 13.9 poena, 5.4 skokova i jednu asistenciju.

## Izvan terena
Nakon što je na svojem Twitter profilu Beasley 21. kolovoza 2009. objavio zabrinjavajuću poruku: "Ne znam zašto osjećam da je cijeli svijet protiv mene. Ne mogu pobjeđivati da bih gubio. Osjećam da sve to više nije vrijedno življenja. Gotov sam!", Miami Heat odlučio ga je proslijediti na rehabilitacijski program u zasad nepoznatu teksašku kliniku u Houstonu. Nakon mjesec dana pod psihijatrijskim nadzorom Beasley se natrag vratio u momčad Heata.

## NBA statistika

### Regularni dio
| Godina    | Klub  | Odig. uta. | Uta. poč. | Min. | 2P%  | 3P%  | Sl. bac.% | Skok. | Asist. | Ukr. lop. | Blok. | Poena |
| --------- | ----- | ---------- | --------- | ---- | ---- | ---- | --------- | ----- | ------ | --------- | ----- | ----- |
| 2008./09. | Miami | 81         | 19        | 24.8 | .472 | .407 | .772      | 5.4   | 1.0    | .5        | .5    | 13.9  |
| Ukupno    |       | 81         | 19        | 24.8 | .472 | .407 | .772      | 5.4   | 1.0    | .5        | .5    | 13.9  |

### Doigravanje
| Godina    | Klub  | Odig. uta. | Uta. poč. | Min. | 2P%  | 3P%  | Sl. bac.% | Skok. | Asist. | Ukr. lop. | Blok. | Poena |
| --------- | ----- | ---------- | --------- | ---- | ---- | ---- | --------- | ----- | ------ | --------- | ----- | ----- |
| 2008./09. | Miami | 7          | 0         | 25.4 | .386 | .308 | .765      | 7.3   | 1.0    | .3        | 1.0   | 12.1  |
| Ukupno    |       | 7          | 0         | 25.4 | .386 | .308 | .765      | 7.3   | 1.0    | .3        | 1.0   | 12.1  |

## Vanjske poveznice
- Profil na NBA.com
- Profil na ESPN.com
- Profil  Arhivirana inačica izvorne stranice od 29. listopada 2007. (Wayback Machine) na DraftExpress.com
- Profil  Arhivirana inačica izvorne stranice od 1. kolovoza 2008. (Wayback Machine) na Collegehoops.net